# Thelypteris gracilenta
Thelypteris gracilenta är en kärrbräkenväxtart som först beskrevs av Jenm., och fick sitt nu gällande namn av George Richardson Proctor. Thelypteris gracilenta ingår i släktet Thelypteris och familjen Thelypteridaceae. Inga underarter finns listade.